# Lethrus kattaghanicus
Lethrus kattaghanicus är en skalbaggsart som beskrevs av Nikolajev 1976. Lethrus kattaghanicus ingår i släktet Lethrus och familjen tordyvlar. Inga underarter finns listade i Catalogue of Life.